# Imma Mayol i Beltran
Imma Mayol i Beltran (Palma, 1 de febrer de 1958) és una política d'Iniciativa per Catalunya Verds.

## Biografia
És llicenciada en Psicologia per la Universitat de Barcelona, va militar en el Partit Comunista de les Illes Balears de 1976 a 1978 i en el PSUC des de 1978. Va ser diputada al Parlament de Catalunya entre 1992 i 1999, any en què va encapçalar per primera vegada la candidatura d'ICV-EUiA a l'Ajuntament de Barcelona. El 2003 i el 2007, va repetir com a cap de llista per aquesta formació política.
Com a regidora, ha ostentat els següents càrrecs:
- Presidenta de la Comissió de Sostenibilitat, Serveis Urbans i Medi Ambient (portaveu)
- Presidenta del grup municipal ICV-EUiA de la Junta de Portaveus
- Presidenta de l'Institut Municipal de Parcs i Jardins de Barcelona
- Membre de l'Institut Municipal de Persones amb Disminució
- Consellera d'Infraestructures del Llevant de Barcelona, S.A.

En el 2011, una vegada ja havia abandonat la política, va entrar a treballar per a Agbar. Al març del 2012 l'Oficina Antifrau de Catalunya va obrir una investigació per esbrinar si infringia la llei d'incompatibilitats per la seva relació professional amb aquesta multinacional.
Des de l'any 2019 és directora de l'Àrea d'Ecologia de l'AMB.
És parella del també polític d'Iniciativa Joan Saura.

## Obres
- Incorporarse a la sociedad (1989)
- Repensar las drogas (1989)
- Drogues i dificultat social. Propostes d'intervenció educativa (1991).